# اسلادین
اسلادین (به انگلیسی: Osladin) یک ترکیب شیمیایی با شناسه پاب‌کم ۴۴۱۸۹۰ است. شکل ظاهری این ترکیب، بلورهای سفید است.